# Balka Orlowa (Fluss)
Der Balka Orlowa (ukrainisch Балка Орлова) ist ein 17 km langer, rechter Nebenfluss des Beschka im Zentrum der Ukraine.

## Geographie
Der Fluss beginnt am südwestlichen Rand von Snamjanka. Er fließt hauptsächlich nach Nordosten und mündet in der Nähe des Dorfes 
Switlopil in den Fluss Beschka, den rechten Nebenfluss des Inhulez.
Siedlungen entlang des Küstenstreifens: das Dorf Petrowe, das Dorf Nowooleksandriwka und das Dorf Trojanka.

## Geschichte des Namens
Der Fluss erhielt seinen Namen von einem Dorf, das während der Haidamat-Bewegung in der ersten Hälfte des 18. Jahrhunderts von einem Saporoger Kosaken mit dem Spitznamen Orel gegründet wurde und 1958 dem Dorf Petrowe hinzugefügt wurde. Ende des 18. – Anfang des 19. Jahrhunderts erhielt das gesamte Tal dieses Flusses diesen Namen.